# Matkasee
Der Matkasee (mazedonisch Матка; albanisch Liqeni i Matkës / Liqen i Matkës oder auch nur Matka/Matkë) ist ein Stausee westlich der nordmazedonischen Hauptstadt Skopje. Er befindet sich im Matka Canyon auf Gemeindegebiet von Saraj. Der türkisblaue See, umgeben von steilen Felswänden, ist ein beliebtes Ausflugsziel der Bewohner von Skopje.
Der See entstand 1937 als eine Bogenmauer (arch dam) errichtet wurde, um den Fluss Treska zur Elektrizitätserzeugung für die Stadt Skopje zu nutzen.

## Beschreibung
Die Gegend um den Matkasee ist reich an Klöstern. Am See selbst befindet sich die Kirche Sveti Andrej, errichtet in den Jahren 1388/89 von Andrej, dem zweiten Sohn des Königs Volkašin und Bruder des späteren Königs Marko. Die Klöster Sveti Nikola und Sveti Bogorodica, Sveti Spas, sowie Sveta Nedela in den umliegenden Hügeln können zu Fuß erreicht werden. Am Ufer des Matkasees befindet sich auch die Höhle Vrelo, die als die tiefste bislang entdeckte Süßwasserhöhle der Welt gilt. Trotz mehrerer Tauchgängen konnte die Tiefe des in der Höhle befindlichen Süßwassersees noch nicht ermittelt werden – bisher wurde eine Tiefe von über 200 Metern erreicht. 